# Ibn al-Asir

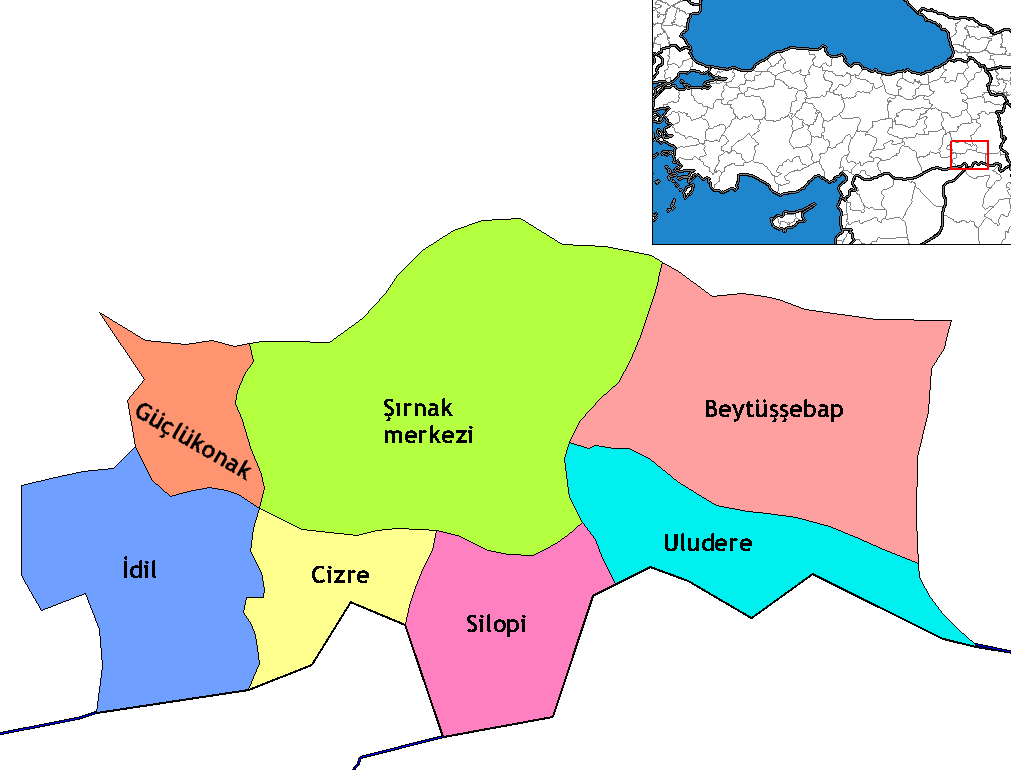
Położenie Cizre – rodzinnego miasta Ibn al-Asira – na mapie Turcji i prowincji Şırnak

Abu al-Hassan Ali ibn Muhammad ibn Muhammad lub Ali 'Izz al-Dīn ibn al-Athīr al-Jazari, arab. عزالدین ابن (ur. 13 maja 1160 w Cizre, zm. maj lub czerwiec 1232 lub 1233 w Mosulu) – arabski bądź kurdyjski historyk z przełomu XII i XIII wieku. Autor kilku bardzo cennych prac historycznych. Potocznie znany pod skróconym nazwiskiem Ibn al-Asir lub al-Athir.

## Znaczenie imion
- Abu al-Hassan Ali ibn Muhammad ibn Muhammad – Ojciec Hasana, Ali syn Muhammada syna Muhammada (dosł. Ojciec Przystojnego, Wzniosły syn Godnego Pochwały syna Godnego Pochwały),
- Ali 'Izz al-Dīn ibn al-Athīr al-Jazari – Ali Chwalący Religię syn Athira (nazwisko rodowe) z Jazīrat[5]

## Życiorys
Ibn al-Asir urodził się w kurdyjskiej, średniozamożnej rodzinie al-Athīr. Jego ojciec był urzędnikiem na dworze emira Mosulu. Początkowo był uczony przez swojego ojca, a następnie przeniósł się do Mosulu, gdzie pobierał nauki od uczonych. W kolejnych latach odwiedził Bagdad i Damaszek, gdzie dalej się kształcił. Ostatecznie jednak osiadał w Mosulu, gdzie znalazł przychylność lokalnych władców.
W 1188 al-Asir przyłączył się do armii Saladyna, dzięki czemu był naocznym świadkiem i uczestnikiem trzeciej krucjaty. Uzupełniając w czasie wyprawy swoje informacje o relacje innych badaczy, al-Asir zdobył podstawę do stworzenia rzetelnej i bogatej w szczegóły Doskonałej księgi historii. Pozycja ta stała się jego najcenniejszym dziełem i jest ceniona do dzisiaj przez historyków zajmujących się krucjatami.
Al-Asir zmarł w Mosulu w roku 1232 lub 1233.
Nie wiadomo czy założył rodzinę, jednak jego pełne imię wskazuje, że miał syna Hasana (Abu al-Hassan – Ojciec Hasana). Na pewno posiadał jednak dwóch braci – także naukowców – starszego: Majd al-Dīn ibn al-Athīra (1149–1210) i młodszego: Ḍīyā al-Dīn ibn al-Athīra (1163–1239).

## Najważniejsze dzieła
- Kitab al-Kamil fi'l-Ta'rikh (Doskonała/Kompletna księga historii) – dzieje od stworzenia świata do roku 1230;
- Usd al-ghāba fī maʿrifat as-Sahābah (Lwy z gęstwiny leśnej) – biografia 7,5 tys. towarzyszy proroka Mahometa;
- Historia państwa Seldżuków;
- Księga o genealogii.